# Riksmålsforbundet

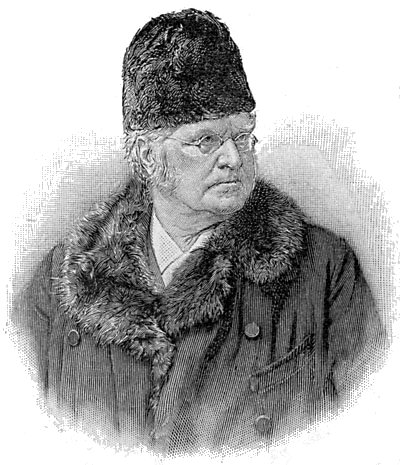
Bjørnstjerne Bjørnson

Der Riksmålsforbundet ist eine sprachliche, kulturelle und politische Vereinigung in Norwegen, die sich für den inoffiziellen norwegischen schriftlichen Standard Riksmål einsetzt.
Riksmålsforbundet wurde 1907 vom Dichter und Literaturnobelpreisträger Bjørnstjerne Bjørnson gegründet.
Prominente Mitglieder der Bewegung sind oder waren u. a. Arnulf Øverland, André Bjerke, Sigurd Hoel, Johan Bernhard Hjort, Knut Wigert, Varg Vikernes, Margrethe Aamot Øverland und Sofie Helene Wigert.
Riksmålsforbundet gibt die Zeitung Ordet (Das Wort) heraus.